# Stenderuper Au

Die Stenderuper Au (auch Bobek, am Boobeck, dänisch: Bobæk) ist ein Fließgewässer im Kreis Schleswig-Flensburg in der Landschaft Angeln in Schleswig-Holstein. Sie beginnt als offenes Fließgewässer auf einem Acker in der Gemeinde Hasselberg. Dort enden mehrere Drainagerohre der umliegenden Felder. Sie fließt nach Norden und bildet ab Gundelsby die Gemeindegrenze zwischen Gelting im Westen und Hasselberg im Osten. Nach der Unterquerung der Bundesstraße B 199 (Nordstraße) wendet sie sich in Richtung Nordwesten auf Geltinger Gebiet und fließt in den Wassergraben des Schlosses Gelting, den sie nach Westen wieder verlässt. Sie streift die Wohnbebauung des Ortes Gelting. Nach der Unterquerung der Kreisstraße K 58 fließt sie am rechten Ufer eingedeicht an der Straße Grahlenstein in das Geltinger Noor mit seinem Naturschutzgebiet Geltinger Birk und damit in die Ostsee,  siehe auch Karte 1. Die Fließlänge beträgt 8,2 Kilometer, wovon 2,12 Kilometer verrohrt sind. Vor dem Eintritt in das Geltinger Noor war die Stenderuper Au um 1893 noch auf 300 Meter aufgestaut, siehe Bild 1.

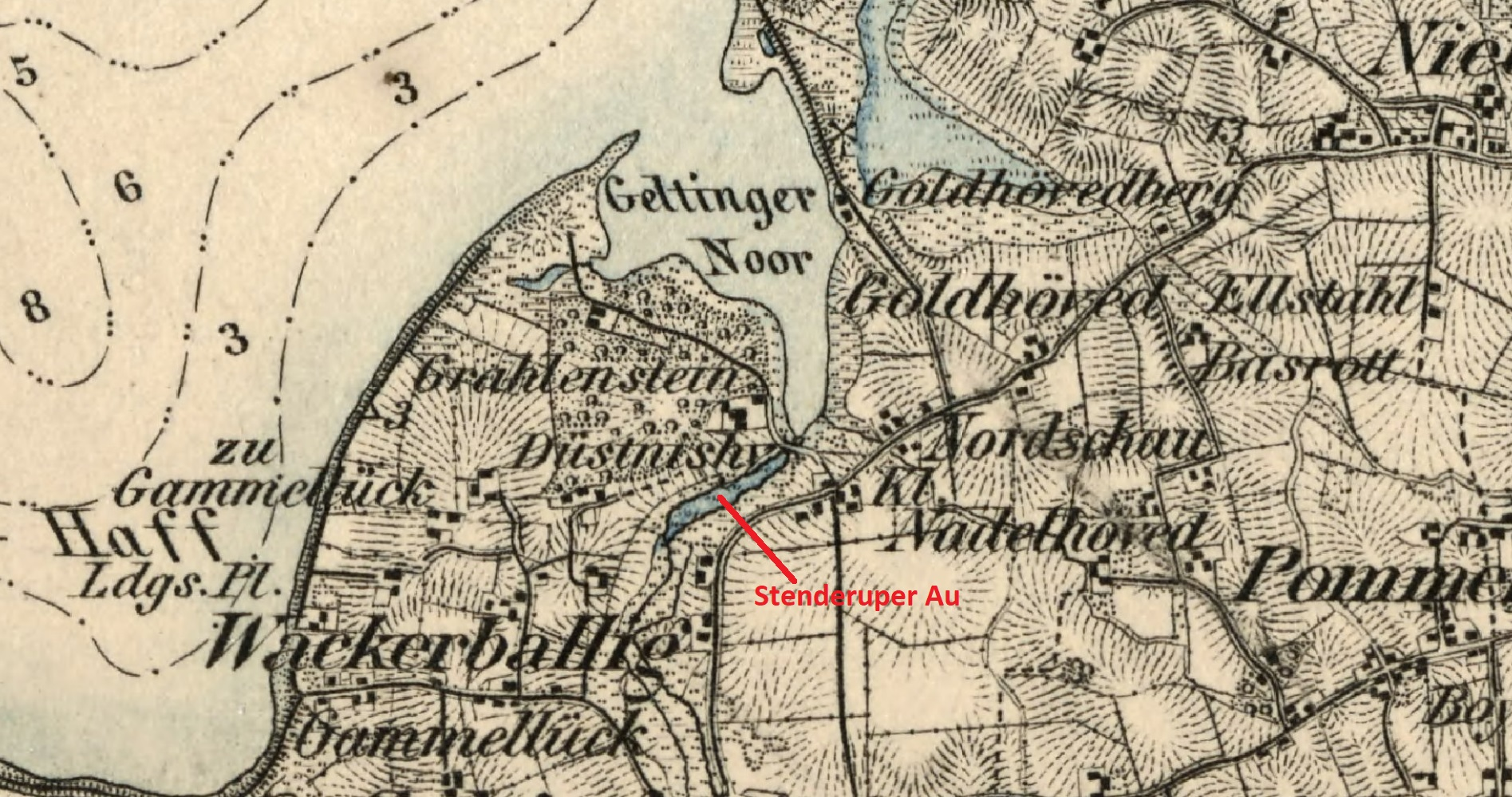
Bild 1ː Geltinger Noor mit Stenderuper Au um 1893

Der Gewässername ist 1697 erstmals erwähnt und geht vermutlich auf dän. bod für einen Unterstand für Vieh zurück, gemeint sind ggf. auch Fischerbuden.

## Ökologie
Die Stenderuper Au wird von der Bundesanstalt für Gewässerkunde (BfG) als Wasserkörper „Stenderuper Au (Fließgewässer)“ mit der Kennung DERW_DESH_FF_11 geführt. Er wird vom Gewässertyp her als „Kiesgeprägte Tieflandbäche (LAWA-Typcode: 16)“ eingestuft. Er gilt nach § 28 Wasserhaushaltsgesetz (WHG) als „erheblich verändert“. Sein ökologisches Potenzial wird als „mäßig“ und sein chemischer Zustand als „nicht gut“ eingestuft. Letzterer wird damit begründet, dass die Grenzwerte der Umweltqualitätsnormen (UQN) bezüglich Nitrate, Bromierter Diphenylether (BDE), Quecksilber, Quecksilberverbindung und den Herbiziden Diflufenican und Nicosulfuron überschritten werden.
Bis zum Jahre 2028 muss gemäß WRRL für alle Gewässer in der Europäischen Union ein „guter“ ökologischer und chemischer Zustand erreicht werden.